# Copa Heineken 1996–97
A Copa Heineken 1996-97 foi a 2ª edição do torneio, foi vencida pelo Club athlétique Brive Corrèze Limousin da cidade de Brive-la-Gaillarde na França.

## Times
| França                                | País de Gales                                 | Inglaterra                                            | Escócia                           | Irlanda                       | Itália                  |
| ------------------------------------- | --------------------------------------------- | ----------------------------------------------------- | --------------------------------- | ----------------------------- | ----------------------- |
| - Dax - Paloise - CA Brive - Toulouse | - Pontypridd - Llanelli - Neath - Cardiff RFC | - Bath - Leicester Tigers - Harlequins - London Wasps | - Edinburgh - Borders - Caledonia | - Leinster - Munster - Ulster | - Treviso - Milan Rugby |

Os 20 times foram divididos em 4 grupos de 5 equipes.

Os vencedores e as segundas colocadas de cada grupo avançaram para as quartas de final.

## Fase de grupos

### Grupo 1
| Team             | P | W | D | L | TF | PF  | PA  | +/-  | Pts |
| ---------------- | - | - | - | - | -- | --- | --- | ---- | --- |
| Dax              | 4 | 3 | 0 | 1 | 16 | 141 | 69  | +72  | 6   |
| Bath             | 4 | 3 | 0 | 1 | 15 | 136 | 88  | +48  | 6   |
| Pontypridd       | 4 | 3 | 0 | 1 | 7  | 97  | 60  | +37  | 6   |
| Benetton Treviso | 4 | 1 | 0 | 3 | 13 | 106 | 135 | -29  | 2   |
| Edinburgh        | 4 | 0 | 0 | 4 | 6  | 71  | 199 | -128 | 0   |

| 12 de outubro de 1996 14:30 |         |                  |                            |
| Pontypridd                  | 28 – 22 | Benetton Treviso | Sardis Road Público: 3,500 |
|                             |         |                  | Sardis Road Público: 3,500 |

| 12 de outubro de 1996 15:00 |         |           |                                  |
| Bath                        | 55 – 26 | Edinburgh | Recreation Ground Público: 6,500 |
|                             |         |           | Recreation Ground Público: 6,500 |

| 16 de outubro de 1996 19:00 |         |            |                         |
| Edinburgh                   | 10 – 32 | Pontypridd | Myreside Público: 3,000 |
|                             |         |            | Myreside Público: 3,000 |

| 16 de outubro de 1996 20:00 |         |     |                                          |
| Benetton Treviso            | 14 – 34 | Dax | Stadio Comunale di Monigo Público: 1,000 |
|                             |         |     | Stadio Comunale di Monigo Público: 1,000 |

| 19 de outubro de 1996 14:30 |        |      |                            |
| Pontypridd                  | 19 – 6 | Bath | Sardis Road Público: 7,000 |
|                             |        |      | Sardis Road Público: 7,000 |

| 20 de outubro de 1996 14:30 |         |           |                                          |
| Dax                         | 69 – 12 | Edinburgh | Parc Municipal des Sports Público: 8,000 |
|                             |         |           | Parc Municipal des Sports Público: 8,000 |

| 26 de outubro de 1996 15:00 |         |     |                                  |
| Bath                        | 25 – 16 | Dax | Recreation Ground Público: 8,000 |
|                             |         |     | Recreation Ground Público: 8,000 |

| 27 de outubro de 1996 14:30 |         |                  |                         |
| Edinburgh                   | 23 – 43 | Benetton Treviso | Myreside Público: 1,500 |
|                             |         |                  | Myreside Público: 1,500 |

| 2 de novembro de 1996 14:30 |         |      |                                          |
| Benetton Treviso            | 27 – 50 | Bath | Stadio Comunale di Monigo Público: 2,500 |
|                             |         |      | Stadio Comunale di Monigo Público: 2,500 |

| 2 de novembro de 1996 19:30 |         |            |                                          |
| Dax                         | 22 – 18 | Pontypridd | Parc Municipal des Sports Público: 9,000 |
|                             |         |            | Parc Municipal des Sports Público: 9,000 |

### Grupo 2
| Team             | P | W | D | L | TF | PF  | PA  | +/- | Pts |
| ---------------- | - | - | - | - | -- | --- | --- | --- | --- |
| Leicester Tigers | 4 | 4 | 0 | 0 | 14 | 114 | 43  | +71 | 8   |
| Llanelli         | 4 | 2 | 0 | 2 | 9  | 97  | 81  | +16 | 4   |
| Leinster         | 4 | 2 | 0 | 2 | 9  | 86  | 109 | -23 | 4   |
| Pau              | 4 | 1 | 0 | 3 | 19 | 137 | 103 | +34 | 2   |
| Scottish Borders | 4 | 1 | 0 | 3 | 7  | 80  | 178 | -98 | 2   |

| 12 de outubro 14:30 |         |          |                             |
| Llanelli            | 34 – 17 | Leinster | Stradey Park Público: 2,800 |
|                     |         |          | Stradey Park Público: 2,800 |

| 12 de outubro 17:00 |         |         |                                          |
| Pau                 | 34 – 17 | Borders | Stade Municipal du Hameau Público: 3,000 |
|                     |         |         | Stade Municipal du Hameau Público: 3,000 |

| 16 de outubro 18:45 |         |                  |                               |
| Leinster            | 10 – 27 | Leicester Tigers | Lansdowne Road Público: 3,500 |
|                     |         |                  | Lansdowne Road Público: 3,500 |

| 16 de outubro 19:00 |         |          |                               |
| Borders             | 10 – 27 | Llanelli | Mansfield Park Público: 2,000 |
|                     |         |          | Mansfield Park Público: 2,000 |

| 19 de outubro 14:30 |         |     |                             |
| Llanelli            | 31 – 15 | Pau | Stradey Park Público: 3,000 |
|                     |         |     | Stradey Park Público: 3,000 |

| 19 de outubro 14:30 |        |         |                             |
| Leicester Tigers    | 43 – 3 | Borders | Welford Road Público: 4,609 |
|                     |        |         | Welford Road Público: 4,609 |

| 26 de outubro 14:30 |         |          |                               |
| Borders             | 25 – 34 | Leinster | The Greenyards Público: 3,500 |
|                     |         |          | The Greenyards Público: 3,500 |

| 26 de outubro 16:45 |         |           |                                          |
| Pau                 | 14 – 19 | Leicester | Stade Municipal du Hameau Público: 9,000 |
|                     |         |           | Stade Municipal du Hameau Público: 9,000 |

| 2 de novembro 14:30 |         |     |                           |
| Leinster            | 25 – 23 | Pau | Donnybrook Público: 4,000 |
|                     |         |     | Donnybrook Público: 4,000 |

| 2 de novembro 15:00 |         |          |                              |
| Leicester Tigers    | 25 – 16 | Llanelli | Welford Road Público: 11,000 |
|                     |         |          | Welford Road Público: 11,000 |

### Grupo 3
| Team       | P | W | D | L | TF | PF  | PA  | +/- | Pts |
| ---------- | - | - | - | - | -- | --- | --- | --- | --- |
| Brive      | 4 | 4 | 0 | 0 | 13 | 106 | 65  | +41 | 8   |
| Harlequins | 4 | 3 | 0 | 1 | 20 | 131 | 95  | +36 | 6   |
| Neath      | 4 | 2 | 0 | 2 | 10 | 83  | 109 | -26 | 4   |
| Ulster     | 4 | 1 | 0 | 3 | 6  | 75  | 87  | -12 | 2   |
| Caledonia  | 4 | 0 | 0 | 4 | 13 | 117 | 156 | -39 | 0   |

| 12 de outubro 17:15 |         |       |                                          |
| Brive               | 34 – 19 | Neath | Parc Municipal des Sports Público: 5,000 |
|                     |         |       | Parc Municipal des Sports Público: 5,000 |

| 13 de outubro 14:30 |         |        |                               |
| Caledonia           | 34 – 41 | Ulster | McDiarmid Park Público: 2,400 |
|                     |         |        | McDiarmid Park Público: 2,400 |

| 16 de outubro 19:00 |         |            |                          |
| Ulster              | 15 – 21 | Harlequins | Ravenhill Público: 8,000 |
|                     |         |            | Ravenhill Público: 8,000 |

| 16 de outubro 19:15 |         |           |                          |
| Neath               | 27 – 18 | Caledonia | The Gnoll Público: 2,000 |
|                     |         |           | The Gnoll Público: 2,000 |

| 19 de outubro 15:00 |         |       |                                 |
| Harlequins          | 44 – 22 | Neath | Twickenham Stoop Público: 3,500 |
|                     |         |       | Twickenham Stoop Público: 3,500 |

| 20 de outubro 15:00 |         |       |                                |
| Caledonia           | 30 – 32 | Brive | McDiarmind Park Público: 2,000 |
|                     |         |       | McDiarmind Park Público: 2,000 |

| 26 de outubro 14:30 |         |        |                          |
| Neath               | 15 – 13 | Ulster | The Gnoll Público: 2,000 |
|                     |         |        | The Gnoll Público: 2,000 |

| 27 de outubro 16:15 |         |            |                                           |
| Brive               | 23 – 10 | Harlequins | Parc Municipal des Sports Público: 13,000 |
|                     |         |            | Parc Municipal des Sports Público: 13,000 |

| 2 de novembro 14:30 |        |       |                          |
| Ulster              | 6 – 17 | Brive | Ravenhill Público: 3,500 |
|                     |        |       | Ravenhill Público: 3,500 |

| 2 de novembro 14:30 |         |           |                                 |
| Harlequins          | 56 – 35 | Caledonia | Twickenham Stoop Público: 3,751 |
|                     |         |           | Twickenham Stoop Público: 3,751 |

### Grupo 4
| Team         | P | W | D | L | TF | PF  | PA  | +/- | Pts |
| ------------ | - | - | - | - | -- | --- | --- | --- | --- |
| Cardiff RFC  | 4 | 3 | 0 | 1 | 21 | 135 | 97  | +38 | 6   |
| Toulouse     | 4 | 3 | 0 | 1 | 16 | 157 | 142 | +15 | 6   |
| London Wasps | 4 | 2 | 0 | 2 | 17 | 156 | 115 | +41 | 4   |
| Munster      | 4 | 2 | 0 | 2 | 11 | 109 | 135 | -26 | 4   |
| Milan Rugby  | 4 | 0 | 0 | 4 | 6  | 73  | 141 | -68 | 0   |

| 12 de outubro 15:00 |        |       |                              |
| Munster             | 23 – 5 | Milan | Musgrave Park Público: 1,500 |
|                     |        |       | Musgrave Park Público: 1,500 |

| 13 de outubro 15:00 |         |             |                                    |
| London Wasps        | 24 – 26 | Cardiff RFC | Loftus Road Stadium Público: 6,000 |
|                     |         |             | Loftus Road Stadium Público: 6,000 |

| 16 de outubro 19:15 |         |         |                                  |
| Cardiff RFC         | 48 – 18 | Munster | Cardiff Arms Park Público: 4,000 |
|                     |         |         | Cardiff Arms Park Público: 4,000 |

| 16 de outubro 20:30 |         |          |                                       |
| Milan               | 26 – 44 | Toulouse | Stadio Comunale Giuriati Público: 500 |
|                     |         |          | Stadio Comunale Giuriati Público: 500 |

| 19 de outubro 15:30 |         |              |                             |
| Munster             | 49 – 22 | London Wasps | Thomond Park Público: 6,000 |
|                     |         |              | Thomond Park Público: 6,000 |

| 19 de outubro 15:30 |         |             |                                  |
| Toulouse            | 36 – 20 | Cardiff RFC | Les Sept Deniers Público: 10,000 |
|                     |         |             | Les Sept Deniers Público: 10,000 |

| 26 de outubro 15:00 |         |          |                                    |
| London Wasps        | 77 – 17 | Toulouse | Loftus Road Stadium Público: 8,000 |
|                     |         |          | Loftus Road Stadium Público: 8,000 |

| 27 de outubro 15:00 |         |       |                          |
| Cardiff RFC         | 41 – 19 | Milan | Arms Park Público: 3,000 |
|                     |         |       | Arms Park Público: 3,000 |

| 2 de novembro 14:30 |         |              |                                         |
| Milan               | 23 – 33 | London Wasps | Stadio Comunale Giuriati Público: 1,200 |
|                     |         |              | Stadio Comunale Giuriati Público: 1,200 |

| 2 de novembro 16:00 |         |         |                                  |
| Toulouse            | 60 – 19 | Munster | Les Sept Deniers Público: 14,000 |
|                     |         |         | Les Sept Deniers Público: 14,000 |

## Fase final
|  | Quartas de final                                               | Quartas de final                       |                                                              |    | Semifinais | Semifinais |  |  | Final | Final |
|  |                                                                |                                        |                                                              |    |            |            |  |  |       |       |
|  | 17 de novembro - Parc Municipal des Sports, Brive-la-Gaillarde |                                        |                                                              |    |            |            |  |  |       |       |
|  |                                                                |                                        |                                                              |    |            |            |  |  |       |       |
|  | Brive                                                          | 35                                     |                                                              |    |            |            |  |  |       |       |
|  | Brive                                                          | 35                                     | 4 de janeiro - Parc Municipal des Sports, Brive-la-Gaillarde |    |            |            |  |  |       |       |
|  | Llanelli                                                       | 13                                     |                                                              |    |            |            |  |  |       |       |
|  | Llanelli                                                       | 13                                     | Brive                                                        | 37 |            |            |  |  |       |       |
|  | 9 de novembro - Cardiff Arms Park, Cardiff                     |                                        | Brive                                                        | 37 |            |            |  |  |       |       |
|  |                                                                | Cardiff RFC                            | 11                                                           |    |            |            |  |  |       |       |
|  | Cardiff RFC                                                    | Cardiff RFC                            | 11                                                           | 22 |            |            |  |  |       |       |
|  | Cardiff RFC                                                    |                                        | 25 de janeiro - Cardiff Arms Park, Cardiff                   | 22 |            |            |  |  |       |       |
|  | Bath                                                           | 19                                     |                                                              |    |            |            |  |  |       |       |
|  | Bath                                                           | 19                                     | Brive                                                        | 28 |            |            |  |  |       |       |
|  | 16 de novembro - Welford Road, Leicester                       |                                        | Brive                                                        | 28 |            |            |  |  |       |       |
|  |                                                                | Leicester Tigers                       | 8                                                            |    |            |            |  |  |       |       |
|  | Leicester Tigers                                               | Leicester Tigers                       | 8                                                            | 23 |            |            |  |  |       |       |
|  | Leicester Tigers                                               | 5 de janeiro - Welford Road, Leicester |                                                              | 23 |            |            |  |  |       |       |
|  | Harlequins                                                     | 13                                     |                                                              |    |            |            |  |  |       |       |
|  | Harlequins                                                     | 13                                     | Leicester Tigers                                             | 37 |            |            |  |  |       |       |
|  | 16 de novembro - Parc Municipal des Sports, Brive-la-Gaillarde |                                        | Leicester Tigers                                             | 37 |            |            |  |  |       |       |
|  |                                                                | Toulouse                               | 11                                                           |    |            |            |  |  |       |       |
|  | Dax                                                            | Toulouse                               | 11                                                           | 18 |            |            |  |  |       |       |
|  | Dax                                                            |                                        |                                                              | 18 |            |            |  |  |       |       |
|  | Toulouse                                                       | 26                                     |                                                              |    |            |            |  |  |       |       |
|  | Toulouse                                                       | 26                                     |                                                              |    |            |            |  |  |       |       |

### Quartas de final
| 9 de novembro 14:30 |         |      |                                            |
| Cardiff RFC         | 22 – 19 | Bath | Cardiff Arms Park, Cardiff Público: 12,000 |
|                     |         |      | Cardiff Arms Park, Cardiff Público: 12,000 |

| 16 de novembro 15:00 |         |            |                                         |
| Leicester Tigers     | 23 – 13 | Harlequins | Welford Road, Leicester Público: 10,263 |
|                      |         |            | Welford Road, Leicester Público: 10,263 |

| 16 de novembro 16:00 |         |          |                                           |
| Dax                  | 18 – 26 | Toulouse | Parc Municipal des Sports Público: 14,000 |
|                      |         |          | Parc Municipal des Sports Público: 14,000 |

| 17 de novembro 14:45 |         |          |                                           |
| Brive                | 35 – 14 | Llanelli | Parc Municipal des Sports Público: 14,000 |
|                      |         |          | Parc Municipal des Sports Público: 14,000 |

### Semi-final
| 4 de janeiro 15:05 |         |          |                              |
| Leicester Tigers   | 37 – 11 | Toulouse | Welford Road Público: 16,300 |
|                    |         |          | Welford Road Público: 16,300 |

| 5 de janeiro 15:30 |         |             |                                           |
| Brive              | 37 – 11 | Cardiff RFC | Parc Municipal des Sports Público: 14,000 |
|                    |         |             | Parc Municipal des Sports Público: 14,000 |

## Final
| 25 de janeiro 15:30 |        |                  |                                   |
| Brive               | 28 – 9 | Leicester Tigers | Cardiff Arms Park Público: 41,664 |
|                     | Report |                  | Cardiff Arms Park Público: 41,664 |

## Campeão
| Copa Heineken 1996-97                                                 |
| --------------------------------------------------------------------- |
| Club athlétique Brive Corrèze Limousin Brive-la-Gaillarde (1º título) |